# Saint-Laurent-les-Églises
Pour les articles homonymes, voir Saint-Laurent.
Saint-Laurent-les-Églises est une commune française située dans le département de la Haute-Vienne, en région Nouvelle-Aquitaine.

## Géographie

### Localisation
Saint-Laurent-les-Églises fait partie de l'aire urbaine de la ville de Limoges. La commune est limitrophe du département de la Creuse.
Saint-Laurent-les-Églises est à 7,6 km d'Ambazac par D 5, à 8,5 km de La-Jonchère-Saint-Maurice par D 19, à 12 km de Saint-Léger-La-Montagne par D 28A, à 15 km d'Ambazac par l’ancienne route nationale 714, à 16 km de Saint-Léonard-de-Noblat par D 5 et à 5 km de Les Billanges par D 29. 

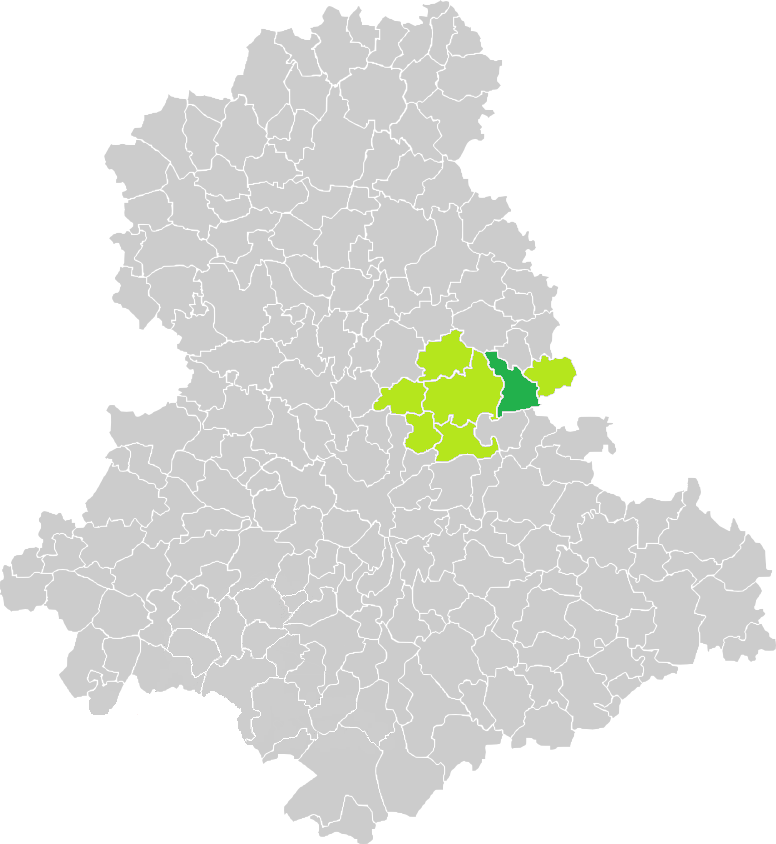
Situation de la commune de Saint-Laurent-les-Églises en Haute-Vienne.

### Communes limitrophes
| Saint-Léger-la-Montagne | La Jonchère-Saint-Maurice |                                        |
| Ambazac                 | Saint-Laurent-les-Églises | Les Billanges                          |
| Saint-Martin-Terressus  | Le Châtenet-en-Dognon     | Saint-Martin-Sainte-Catherine (Creuse) |

### Hameaux et lieux-dits

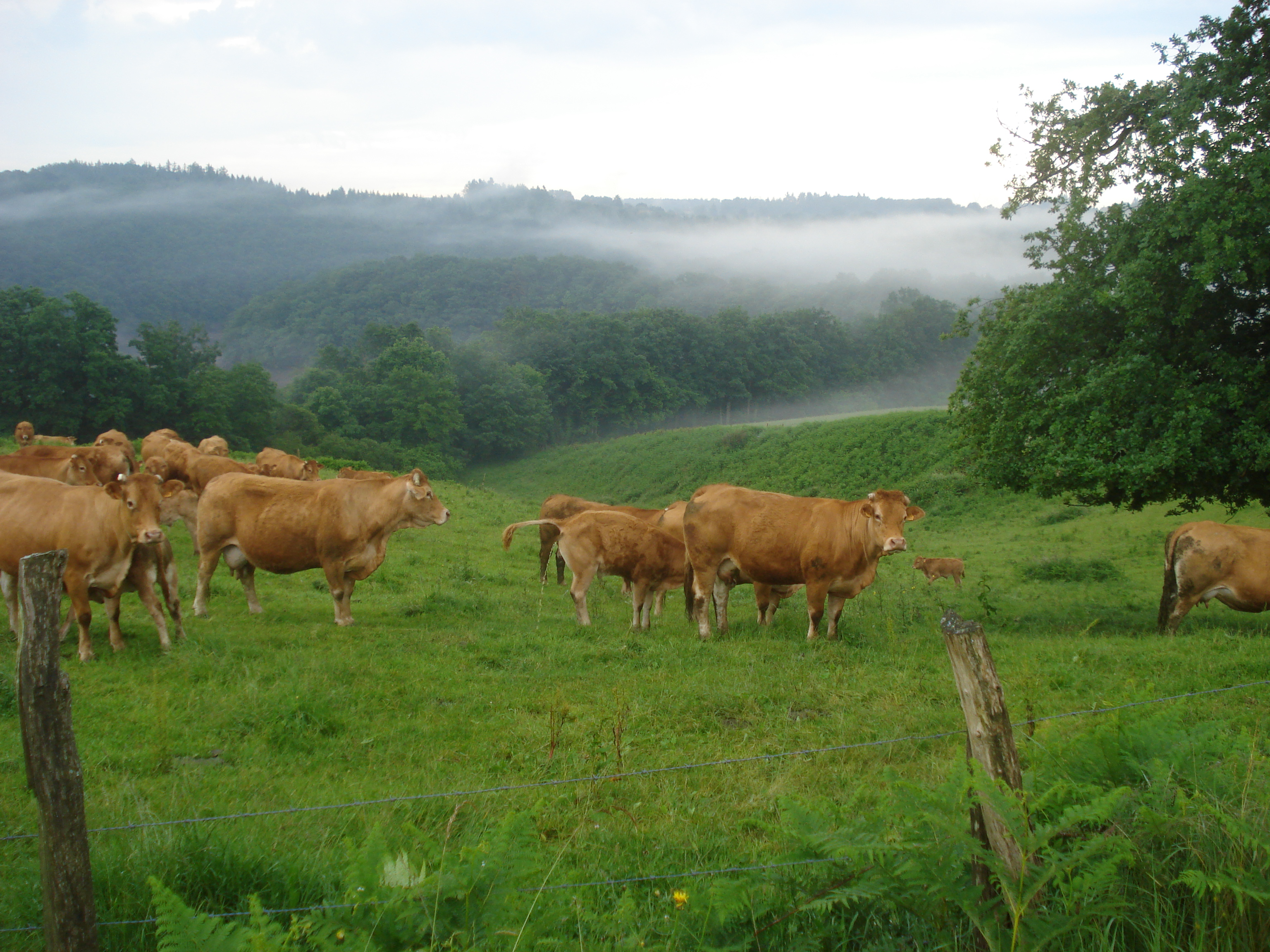
Paysage matinal près de Saint-Laurent-les-Églises.

Traspont est un lieu-dit situé sur la commune.

### Climat
Pour des articles plus généraux, voir Climat de la Nouvelle-Aquitaine et Climat de la Haute-Vienne.
Historiquement, la commune est dans une zone de transition entre le climat océanique limousin et le climat montagnard.  
En 2020, Météo-France publie une typologie des climats de la France métropolitaine dans laquelle la commune est dans une zone de transition entre le climat océanique altéré et le climat de montagne et est dans la région climatique  Ouest et nord-ouest du Massif Central, caractérisée par une pluviométrie annuelle de 900 à 1 500 mm, maximale en automne et en hiver.
Pour la période 1971-2000, la température annuelle moyenne est de 10,9 °C, avec une amplitude thermique annuelle de 14,8 °C. Le cumul annuel moyen de précipitations est de 1 060 mm, avec 13,2 jours de précipitations en janvier et 8 jours en juillet. Pour la période 1991-2020, la température moyenne annuelle observée sur la station météorologique la plus proche, située sur la commune de Saint-Léger-la-Montagne à 10,77 km à vol d'oiseau, est de 0,0 °C et le cumul annuel moyen de précipitations est de 0,0 mm,. Pour l'avenir, les paramètres climatiques de la commune estimés pour 2050 selon différents scénarios d’émission de gaz à effet de serre sont consultables sur un site dédié publié par Météo-France en novembre 2022.

## Urbanisme

### Typologie
Au 1er janvier 2024, Saint-Laurent-les-Églises est catégorisée commune rurale à habitat dispersé, selon la nouvelle grille communale de densité à sept niveaux définie par l'Insee en 2022.
Elle est située hors unité urbaine. Par ailleurs la commune fait partie de l'aire d'attraction de Limoges, dont elle est une commune de la couronne,. Cette aire, qui regroupe 127 communes, est catégorisée dans les aires de 200 000 à moins de 700 000 habitants,.

### Occupation des sols
L'occupation des sols de la commune, telle qu'elle ressort de la base de données européenne d’occupation biophysique des sols Corine Land Cover (CLC), est marquée par l'importance des territoires agricoles (52,4 % en 2018), une proportion sensiblement équivalente à celle de 1990 (52,3 %). La répartition détaillée en 2018 est la suivante : 
forêts (43,2 %), prairies (24,4 %), zones agricoles hétérogènes (24,3 %), terres arables (3,7 %), eaux continentales (3,1 %), zones urbanisées (1,3 %). L'évolution de l’occupation des sols de la commune et de ses infrastructures peut être observée sur les différentes représentations cartographiques du territoire : la carte de Cassini (XVIIIe siècle), la carte d'état-major (1820-1866) et les cartes ou photos aériennes de l'IGN pour la période actuelle (1950 à aujourd'hui).

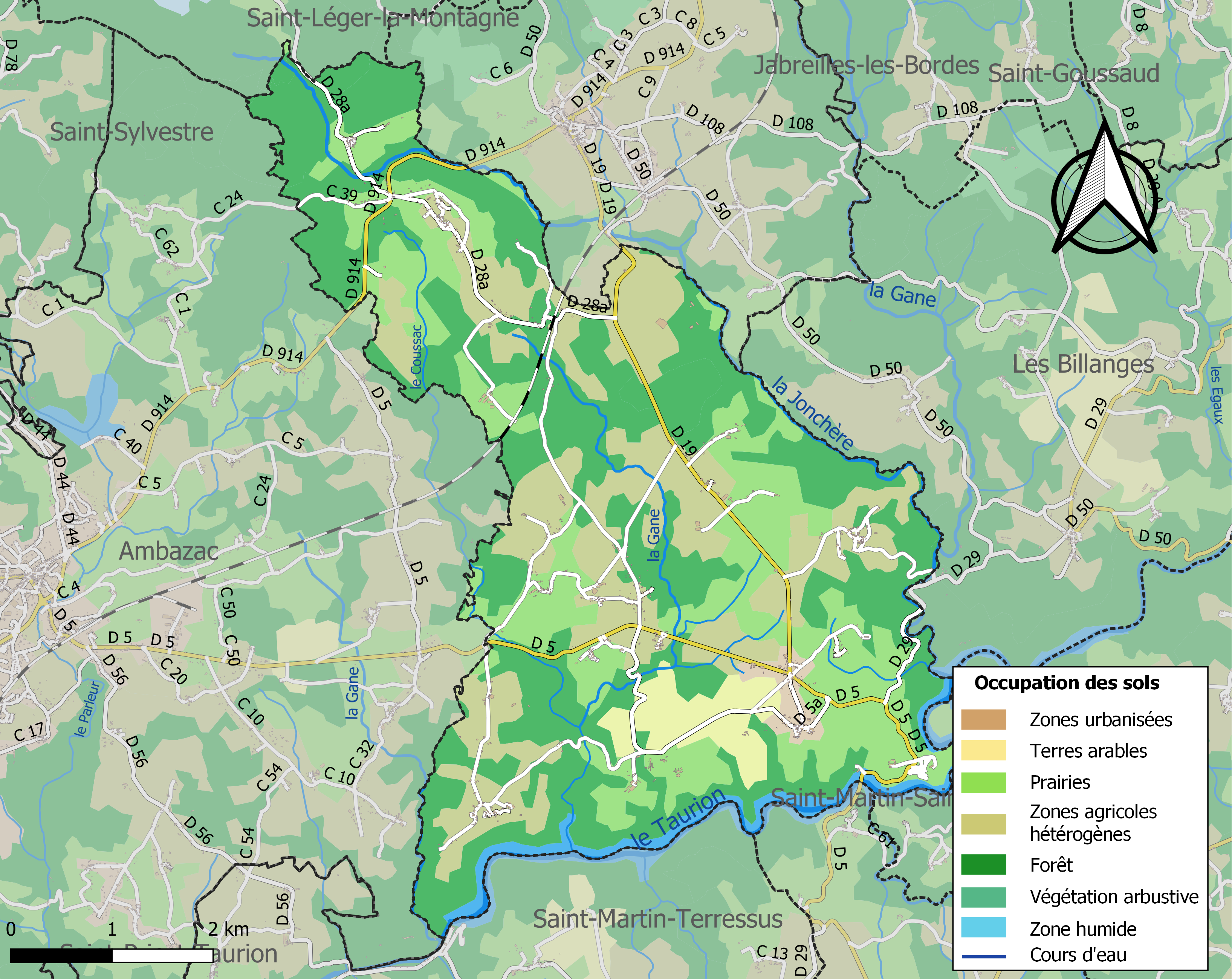
Carte des infrastructures et de l'occupation des sols de la commune en 2018 (CLC).

### Risques majeurs
Le territoire de la commune de Saint-Laurent-les-Églises est vulnérable à différents aléas naturels : météorologiques (tempête, orage, neige, grand froid, canicule ou sécheresse) et séisme (sismicité faible). Il est également exposé à un risque technologique, la rupture d'un barrage, et à un risque particulier : le risque de radon. Un site publié par le BRGM permet d'évaluer simplement et rapidement les risques d'un bien localisé soit par son adresse soit par le numéro de sa parcelle.

#### Risques naturels

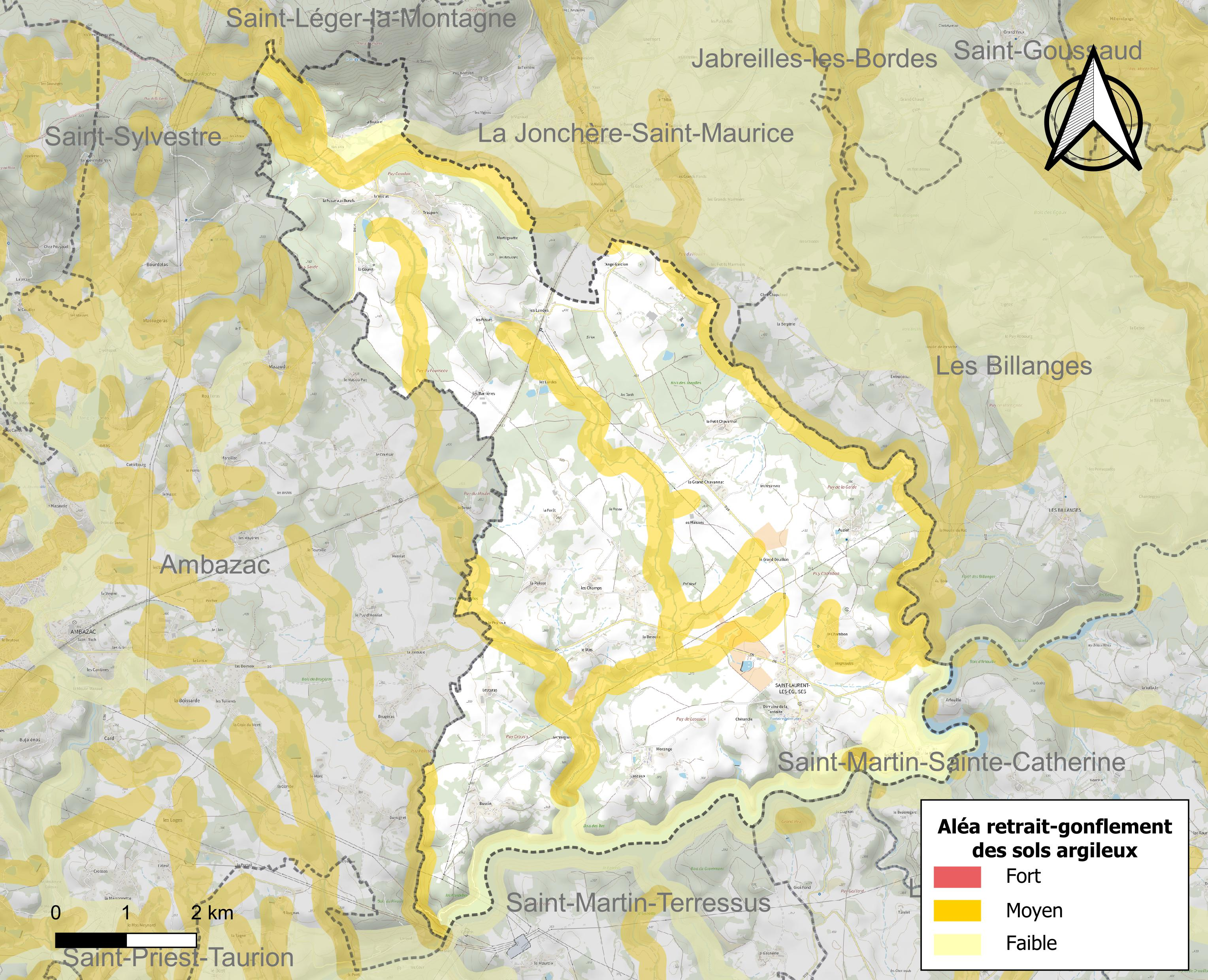
Carte des zones d'aléa retrait-gonflement des sols argileux de Saint-Laurent-les-Églises.

Le retrait-gonflement des sols argileux est susceptible d'engendrer des dommages importants aux bâtiments en cas d’alternance de périodes de sécheresse et de pluie. 20,9 % de la superficie communale est en aléa moyen ou fort (27 % au niveau départemental et 48,5 % au niveau national métropolitain). Depuis le 1er octobre 2020, en application de la loi ÉLAN, différentes contraintes s'imposent aux vendeurs, maîtres d'ouvrages ou constructeurs de biens situés dans une zone classée en aléa moyen ou fort,.
La commune a été reconnue en état de catastrophe naturelle au titre des dommages causés par les inondations et coulées de boue survenues en 1982 et 1999 et par des mouvements de terrain en 1999.

#### Risque technologique
La commune est en outre située en aval du barrage de Lavaud-Gelade, un ouvrage de classe A situé dans le département de la Creuse et présentant une hauteur de digue de 20,5 m et une capacité maximale de retenue d’eau de 21,4 millions de m3. À ce titre elle est susceptible d’être touchée par l’onde de submersion consécutive à la rupture de cet ouvrage.

#### Risque particulier
Dans plusieurs parties du territoire national, le radon, accumulé dans certains logements ou autres locaux, peut constituer une source significative d’exposition de la population aux rayonnements ionisants. Selon la classification de 2018, la commune de Saint-Laurent-les-Églises est classée en zone 3, à savoir zone à potentiel radon significatif.

## Toponymie
En limousin, la langue régionale anciennement parlée localement, son nom se prononce « Saint Laurent l'égleyso » et s'écrit ainsi en graphie mistralienne (phonétique) tandis qu'il s'écrit Sent Laurenç l'Egleisas en graphie classique.

## Histoire
Le chemin de pèlerinage de Saint-Jacques-de-Compostelle (via Lemovicensis) traverse le Taurion à Saint-Laurent-les-Églises pour aller au Châtenet-en-Dognon.
Pendant la guerre 1939-1945, 110 familles juives seront hébergées, cachées et sauvées au Couret.

## Politique et administration
| Période                                  | Période  | Identité               | Étiquette | Qualité                        |
| ---------------------------------------- | -------- | ---------------------- | --------- | ------------------------------ |
| 1945                                     | 1953     | Marthe Lyraud          | PCF       |                                |
| Les données manquantes sont à compléter. |          |                        |           |                                |
| 1971                                     | 2011     | Georges Biron          | PS        | Conseiller général (2004-2011) |
| 2011                                     | 2014     | Marie-Christine Delage |           |                                |
| 2014                                     | 2020     | Gérard Roumilhac       |           |                                |
| Les données manquantes sont à compléter. |          |                        |           |                                |
| 2020                                     | En cours | Claudine Roux          |           |                                |

## Démographie
L'évolution du nombre d'habitants est connue à travers les recensements de la population effectués dans la commune depuis 1793. Pour les communes de moins de 10 000 habitants, une enquête de recensement portant sur toute la population est réalisée tous les cinq ans, les populations de référence des années intermédiaires étant quant à elles estimées par interpolation ou extrapolation. Pour la commune, le premier recensement exhaustif entrant dans le cadre du nouveau dispositif a été réalisé en 2008.

En 2022, la commune comptait 842 habitants, en évolution de −3,55 % par rapport à 2016 (Haute-Vienne : −0,68 %, France hors Mayotte : +2,11 %).
| 1793 | 1800 | 1806 | 1821 | 1831 | 1836  | 1841  | 1846  | 1851  |
| ---- | ---- | ---- | ---- | ---- | ----- | ----- | ----- | ----- |
| 905  | 973  | 886  | 938  | 995  | 1 135 | 1 142 | 1 222 | 1 337 |

| 1856  | 1861  | 1866  | 1872  | 1876  | 1881  | 1886  | 1891  | 1896  |
| ----- | ----- | ----- | ----- | ----- | ----- | ----- | ----- | ----- |
| 1 225 | 1 225 | 1 235 | 1 322 | 1 358 | 1 416 | 1 563 | 1 538 | 1 539 |

| 1901  | 1906  | 1911  | 1921  | 1926  | 1931  | 1936 | 1946 | 1954 |
| ----- | ----- | ----- | ----- | ----- | ----- | ---- | ---- | ---- |
| 1 529 | 1 536 | 1 327 | 1 206 | 1 108 | 1 067 | 986  | 910  | 834  |

| 1962 | 1968 | 1975 | 1982 | 1990 | 1999 | 2006 | 2008 | 2013 |
| ---- | ---- | ---- | ---- | ---- | ---- | ---- | ---- | ---- |
| 754  | 672  | 648  | 571  | 636  | 683  | 776  | 799  | 863  |

| 2018 | 2022 | - | - | - | - | - | - | - |
| ---- | ---- | - | - | - | - | - | - | - |
| 857  | 842  | - | - | - | - | - | - | - |

## Lieux et monuments

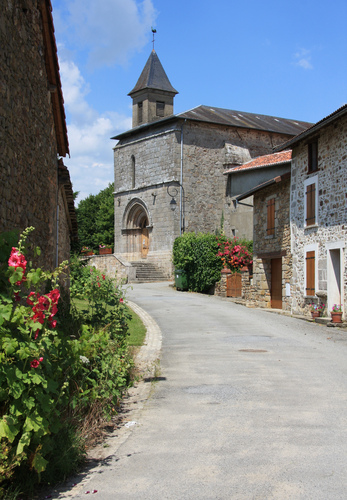
Église de Saint-Laurent-les-Églises.

Saint-Laurent-les-Églises possède deux monuments historiques :
- l'Église Saint-Laurent de Saint-Laurent-les-Églises et sa croix de parvis. Elle est inscrite (à l'exclusion de la croix) au titre des monuments historiques en 1926[26] ;
- le domaine de Walmath (XIXe et XXe siècles) : un château fut construit à la fin du XIXe siècle par un industriel, Jean-Baptiste Mignon, dans un style Louis XIII. Autour du château, un parc romantique fut créé avec ses étangs, ses fabriques et ses allées ombragées. Le domaine est partiellement inscrit au titre des monuments historiques[27],[28].
- Le pont du Dognon bâti en 1929 fait suite à un pont de pierre construit en 1878.

## Personnalités liées à la commune
- Vernon de Moranges
- Georges Guingouin fut instituteur du village en compagnie de son épouse Henriette en 1952/1953

## Pour approfondir